# Matthias Tiling
Matthias Tiling (auch Matthias Tilling, * 18. August 1634 in Jever; † 25. Februar 1685 in Rinteln) war ein deutscher Mediziner, hessischer Leibarzt und Professor der Medizin in Rinteln.

## Leben
Nach dem Studium der Medizin in Groningen und medizinischer Promotion in Wittenberg (1663) war Tiling zunächst praktischer Arzt in Emden und anschließend Physicus in Bremen. 1669 wurde er ordentlicher Professor der Medizin in Rinteln. Seit 1674 wirkte er als hessischer und braunschweig-lüneburgischer Leibarzt.
Am 13. Dezember 1674 wurde Matthias Tilling unter der Matrikel-Nr. 51 mit dem akademischen Beinamen Zephyrus II. als Mitglied in die Academia Naturae Curiosorum, die heutige Deutsche Akademie der Naturforscher Leopoldina, aufgenommen.

## Schriften
- Rhabarbarologia. Francofurtum ad Moenum 1679 (Digitalisat)
- Weitere Titel bei Friedrich Wilhelm Strieder: Grundlage zu einer Hessischen Gelehrten- und Schriftsteller-Geschichte XVI, 210 ff.